# Premnotrypes
Salanophagus
Genre
Synonymes
- Salanophagus Hustache, 1933

Premnotrypes est un genre d'insectes coléoptères, de la famille des Curculionidae, originaires d'Amérique du Sud. Plusieurs espèces de ce genre sont des ravageurs de la pomme de terre, dont les larves se nourrissent des tubercules au champ, en particulier en Colombie, en Équateur, au Pérou et en Bolivie.

## Classification
Le genre Premnotrypes est décrit par Pierce (en) en 1914.

### Synonymes
- Salanophagus Hustache, 1933

## Principales espèces
Ce genre comprend au moins huit espèces :
- Premnotrypes latithorax Pierce,
- Premnotrypes suturicallus Kuschel
- Premnotrypes vorax Hustache,
- Premnotrypes fractirostris Marshall,
- Premnotrypes piercei Alcalá,
- Premnotrypes pusillus Kuschel,
- Premnotrypes sanfordi Pierce,
- Premnotrypes solani Pierce.